# Signý

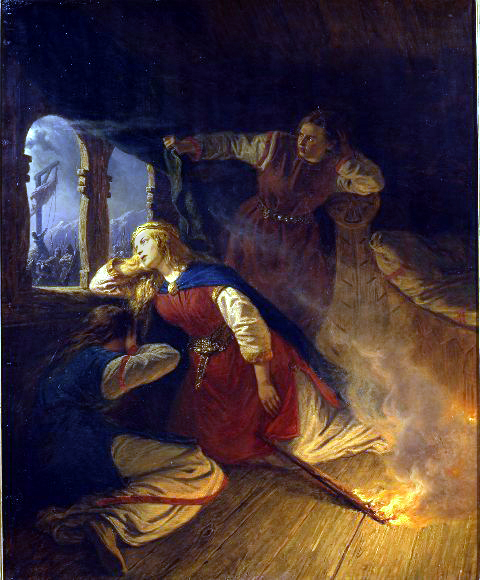
Signy et Hagbard

Signý (Signe ou Sieglinde) est principalement le nom de deux héroïnes qui apparaissent dans deux légendes de la mythologie scandinave. Toutes deux apparaissent dans la Völsunga saga, qui a été adaptée dans d'autres œuvres telles que le cycle d'opéra Der Ring des Nibelungen de Richard Wagner, et notamment dans la pièce intitulée Die Walküre.

## Signý, fille deVölsung
La première Signý est la fille du roi Völsung. Elle a été mariée à l'infâme roi geat Siggeir qui assassina l'ensemble de la famille de Signý, à l'exception de son frère Sigmund. Elle réussit à sauver son frère, puis a une relation incestueuse avec lui, qui conduit à donner naissance à Sinfjötli. Elle meurt dans l'incendie du hall de son époux.

## Signý, fille deSiggeir
La seconde Signý est la fille du roi Siggeir, le neveu de Sigar. Elle tombe amoureuse du sækonungar Hagbard, et lui promet de ne pas continuer à vivre s'il meurt. Leur relation est découverte et Hagbard est condamné à être pendu. Signý met feu à sa maison et meurt dans les flammes pendant qu'Hagbard meurt pendu à la potence.

## Autres occurrences du nom
Dans l’Illuga saga Gríðarfóstra, la fille de la sorcière Grid est nommée Signý. Elles sont toutes deux délivrées d'une malédiction par un jeune homme nommé Illugi.
Dans la Skjöldunga saga et dans la Saga de Hrólf kraki, le roi Hroðgar a une sœur nommée Signý. Elle n'est pas nommée dans Beowulf.

## Référence
- (en) Cet article est partiellement ou en totalité issu de l’article de Wikipédia en anglais intitulé « Signý » (voir la liste des auteurs).